# Bröderna Stenberg
Bröderna Stenberg, Georgij Avgustovitj Stenberg, född 7 oktober 1900, död 15 oktober 1933), och Vladimir Avgustovitj Stenberg, född 23 mars 1899, död 1 maj 1982, var ett svensk-ryskt brödrapar som verkade som en konstnärlig duo i Sovjetunionen. De intog en central roll inom den Ryska avantgardismen och var medgrundare till den konstruktivistiska konstströmningen. De var verksamma inom flera konstfält och producerade bland annat ett stort antal film- och propagandaaffischer.
Brödraparet var verksamma under konstnärsnamnet 2Stenberg2. Sedan slutet av 1990-talet har deras konstnärliga produktioner varit föremål för ett förnyat intresse med flera internationella utställningar.

## Familjebakgrund  och uppväxt
Georgij och Vladimir Stenberg föddes med ett års mellanrum i Moskva i det dåvarande Ryska kejsardömet. De började måla i tidig ålder, influerade av sin far Carl August Stenberg. Han hade flyttat till Moskva 1896 för att arbeta som medhjälpare till den kände konstnären Michail Vrubel (1856–1910). I Moskva träffade fadern brödernas mor, Anna Michailovna Girlowis, född 1879 i Lettland.
Brödernas far, August Stenberg, föddes 1868 i Kristianstad. Innan flytten till Moskva hade han varit verksam som konstnär i Sverige. Där hade han i huvudsak arbetat tillsammans med sin bror, den välkände dekormålaren Carl Stenberg. Strax innan flytten till Moskva arbetade bröderna August och Carl tillsammans i den senares verkstad för dekormåleri i Norrköping.
August Stenberg lämnade Moskva för Sverige 1921. Enligt uppgift från ett barnbarn till Vladimir skedde återresan med syfte att ordna ett liv åt bröderna i Sverige. Sönerna kom emellertid aldrig att återse sin far. Efter hemkomsten till Sverige verkade August som målare, men begärde efter några år fattigunderstöd och drogs med alkoholproblem. Han dog i mars 1928. Anledningen till att han lämnade familjen i Moskva och sedan inte hörde av sig är okänd.
Vladimir Stenberg kom senare i livet att tala om sin far med både värme och stolthet. Fadern hade enligt Vladimir varit viktig i formandet av brödraparets konstnärliga visioner, samt även utgjort ett personligt föredöme avseende vikten av hårt arbete och professionalitet i yrkeslivet.

## Liv och verksamhet

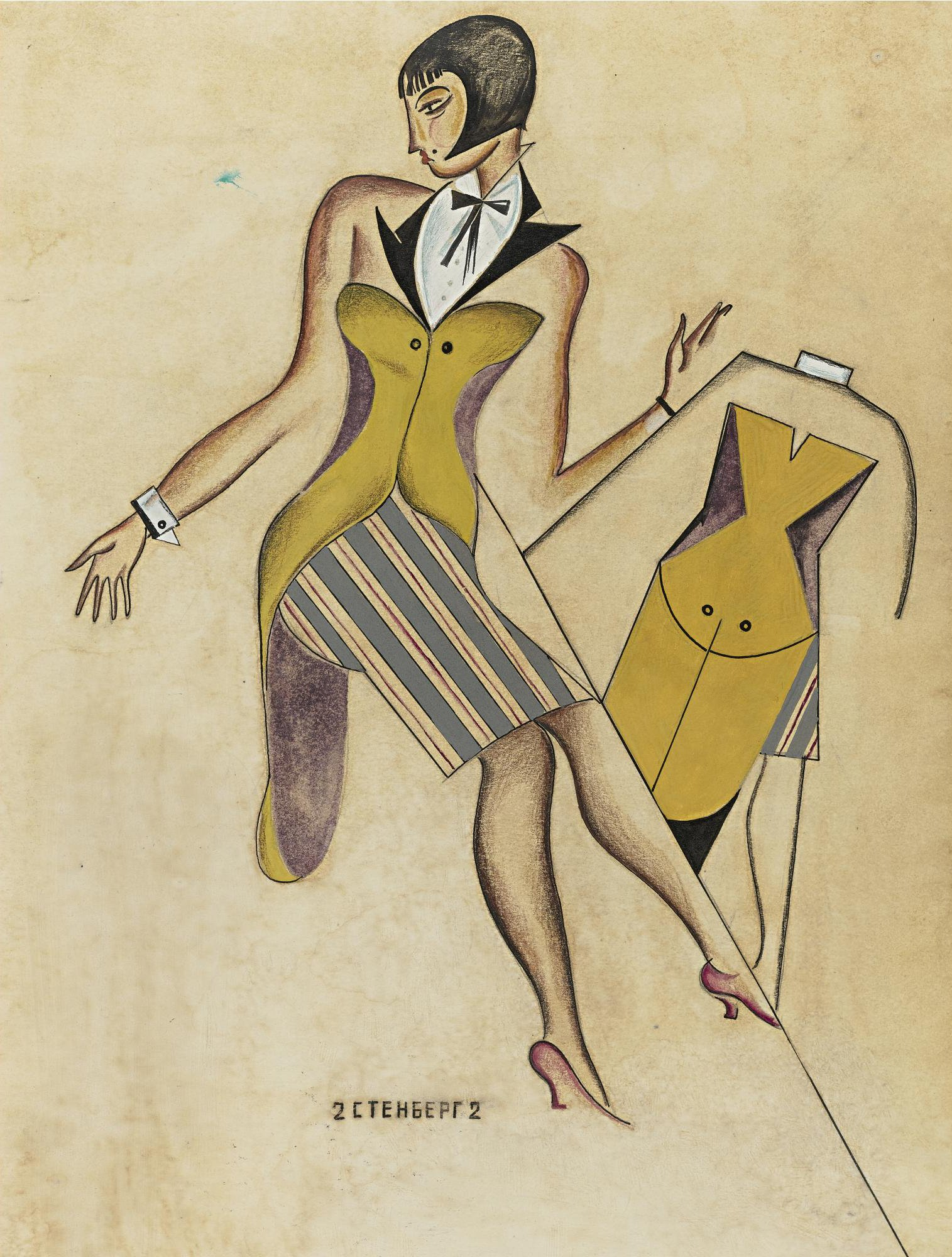
Kostymteckning till Day and Night, av Georgij Stenberg ca 1920

Efter att först ha påbörjat ingenjörsvetenskapliga studier studerade bröderna vid Stroganovskolan i Moskva, från 1912 till 1917, och därefter vid Svomas.
Från 1923 använde bröderna den gemensamma signaturen 2Stenberg2. De bidrog till att etablera den första arbetsgruppen för konstströmningen Konstruktivism och var snart etablerade medlemmar i Moskvas konstnärliga avantgarde. De rörde sig mellan olika medier och var bland annat verksamma som skulptörer samt designade teaterkostymer och scenografi. Störst genomslag kom de att få som affischkonstnärer, framförallt med sina propagandaaffischer för sovjetregimen samt sina många filmaffischer.
Genom fadern innehade bröderna svenskt medborgarskap sedan födseln. För att kunna fortsätta sin yrkesverksamhet var de emellertid tvungna att avsäga sig detta 1933 för att istället bli sovjetiska medborgare. Senare samma år avled Georgij, 33 år gammal, då han på motorcykel kolliderade med en lastbil. Enligt Vladimirs uppfattning var broderns död ett verk av Tjekan, Sovjetunionens hemliga polis.
Vladimir fortsatte sin konstnärliga verksamhet och kom bland annat att ansvara för utformningen av första maj-firandet i Moskva 1947. År 1952 föll han offer för en utrensning och sattes i fångläger, men rehabiliterades 1954, ett år efter Josef Stalins död.
Mellan 1945 och 1963 arbetade Vladimir tillsammans med sonen Sten Vladimirovitj Stenberg. Han utförde även ett antal arbeten tillsammans med sin syster Lidija Avgustovna Stenberg (1903–1962). Vladimir Stenberg dog 83 år gammal den 1 maj 1982 i Moskva. Ingen av bröderna kom under sina liv att besöka Sverige.
En son till Georgij Stenberg, Enar Georgievitj Stenberg (1929–2002), var konstnärligt verksam inom teatern i Moskva.

## Betydelse och eftermäle
Georgij och Vladimir Stenberg räknas till de centrala gestalterna inom den ryska avantgardismen. Störst internationellt genomslag har de fått som medgrundare till konstruktivismen, en term de var först med att använda, samt som affischkonstnärer.
Utställningen Stenberg Brothers: Constructing a Revolution in Soviet Design vid Museum of Modern Art i New York 1997 ledde till ett förnyat intresse för brödernas konstproduktion.